# Judy Mowatt
Judy Mowatt, właśc. Judith Veronica Mowatt (ur. 23 grudnia 1952 w Gordon Town) – jamajska artystka reggae. Oprócz tego, że była artystką solową, od 1974 roku była także członkinią I Threes, trio wokalistek wspierających na scenie i w studiu Boba Marleya i The Wailers.

## Życiorys
Mowatt urodziła się w Gordon Town na Jamajce. W wieku 18 lat została członkiem trupy tanecznej, która koncertowała w rodzimym kraju i innych wyspach na Karaibach. W 1967 r. po przypadkowym spotkaniu z dwiema innymi nastolatkami, założyła wraz z nimi zespół Gaylettes.
W 1974 roku Mowatt przeżyła wielki przełom w swojej karierze, dołączając do trio wokalnego wspierającego zespół Boba Marleya „I Threes”.
Jej solowy album Black Woman został wydany w 1979 roku. Przez wielu krytyków uważany jest on za najwspanialszy żeński album reggae a prasa nazywała artystkę ''królową reggae''. Był to także pierwszy album reggae wyprodukowany w całości przez kobietę.
Została pierwszą piosenkarką nominowaną do nagrody Grammy za jej album Working Wonders, nominowany w 1985 roku.
Była członkinią ruchu Rastafari, jednak pod koniec lat 90. przeszła na chrześcijaństwo, a obecnie śpiewa muzykę gospel.
W 1999 roku rząd Jamajki mianował ją oficerem Orderu Wyróżnienia za „zasługi dla muzyki”.

## Dyskografia
- Mellow Mood (1975), Tuff Gong
- Black Woman (1979), Ashandan / (1980), Grove Music (Island Records)
- Mr. Dee-J (1981), Ashandan
- Only A Woman (1982), Shanachie
- Working Wonders (1985), Shanachie, Ashandan
- Love Is Overdue (1986), Shanachie
- I Shall Sing (1991), Trojan Records
- Look at Love (1991), Koch International / Shanachie
- Rock Me (1993), Pow Wow
- Love (1998), African Love / Jet Star
- Something Old, Something New (2002), Judy M Music/Tuff Gong International
- Sing Our Own Song (2003), Shanachie